# Horseshoe Nunatak
Horseshoe Nunatak är en nunatak i Antarktis. Den ligger i Östantarktis. Australien gör anspråk på området. Toppen på Horseshoe Nunatak är 1 846 meter över havet, eller 108 meter över den omgivande terrängen. Bredden vid basen är 4,6 km.
Terrängen runt Horseshoe Nunatak är kuperad åt sydost, men åt nordväst är den platt. Trakten är obefolkad. Det finns inga samhällen i närheten.